# Air Member for Personnel
Ne pas confondre avec l'équivalent australien Air Member for Personnel.
L'Air Member for Personnel (AMP) est l'officier supérieur de la Royal Air Force responsable de la gestion des ressources humaines et membre de l'Air Force Board.

## Masters-General of Personnel
- 3 janvier 1918 Major-général G M Paine
- 22 août 1918 Major-général W S Brancker
- 1919 Poste vacant

## Directors of Personnel
- 1919 Rear admiral C F Lambert[1]
- 1er avril 1920 Air Vice-Marshal J F A Higgins[2]
- 1921 inconnu
- Janvier ou février 1922 Air Commodore, plus tard Air Vice-Marshal, O Swann[3]

## Air Members for Personnel
Les personnes suivantes ont occupé ce poste :
- 1923 Air Vice-Marshal O Swann
- 27 novembre 1923 Air Vice-Marshal Sir Philip Game
- 1er janvier 1929 Air Chief Marshal Sir John Salmond
- 1er janvier 1930 Air Vice-Marshal Sir Tom Webb-Bowen[5]
- 26 septembre 1931 Air Marshal Sir Edward Ellington[6]
- 22 mai 1933 Poste vacant
- 31 juillet 1933 Air Vice-Marshal F W Bowhill
- 1er juillet 1937 Air Marshal Sir William Mitchell[7]
- 1 février 1939 Air Marshal C F A Portal[8],[9]

- 3 avril 1940 Air Marshal Sir Leslie Gossage[10]
- 1er décembre 1940 Air Marshal Sir Philip Babington
- 17 août 1942 Air Marshal Sir Bertine Sutton
- 5 avril 1945 Air Marshal Sir John Slessor
- 1er octobre 1947 Air Marshal Sir Hugh Saunders
- 31 octobre 1949 Air Marshal Sir Leslie Hollinghurst
- 1er novembre 1952 Air Marshal Sir Francis Fogarty
- 1er janvier 1957 Air Marshal Sir John Whitley
- 1er avril 1959 Air Marshal Sir Hubert Patch
- 1er octobre 1959 Air Marshal Sir Arthur McDonald[11]
- 11 décembre 1961 Air Marshal Sir Walter Cheshire
- 22 février 1965 Air Marshal Sir David Lee
- 18 mars 1968 Air Marshal Sir Andrew Humphrey
- 18 mars 1970 Air Marshal Sir Lewis Hodges
- 25 avril 1973 Air Marshal Sir Harold Martin
- 5 octobre 1974 Air Marshal Sir Neil Cameron
- 5 juin 1976 Air Marshal Sir John Aiken
- 25 février 1978 Air Marshal Sir John Gingell
- 3 mai 1980 Air Marshal Sir Charles Ness
- 7 mai 1983 Air Marshal Sir Thomas Kennedy
- 1986 Air Marshal Sir Anthony Skingsley
- 20 mars 1987 Air Marshal Sir Laurence Jones
- 25 octobre 1989 Air Marshal Sir David Parry-Evans
- Avril 1991 Air Marshal Sir Roger Palin
- 16 avril 1993 Air Marshal Sir Andrew Wilson
- 1er mai 1995 Air Marshal Sir David Cousins
- 7 août 1998 Air Marshal Sir Anthony Bagnall
- Mars 2000 Air Marshal Sir John Day
- 20 mars 2001 Air Marshal Sir Christopher Coville
- 25 avril 2003 Air Marshal Sir Joe French
- 6 janvier 2006 Air Marshal Sir Barry Thornton
- 1er avril 2007 Air Marshal Sir Stephen Dalton
- 1 avril 2009 Air Marshal Sir Simon Bryant
- 18 juin 2010 Air Marshal Sir Andrew Pulford
- 3 mai 2013 Air Marshal Sir Barry North
- Mai 2016 Air Marshal Sean Reynolds
- Août 2018 Air Marshal Mike Wigston
- Mai 2019 Air Marshal Andrew Turner